# Discothyrea isthmica
Discothyrea isthmica é uma espécie de formiga do gênero Discothyrea, pertencente à subfamília Proceratiinae.